# Orienscopia costulata
Orienscopia costulata is een rechtvleugelig insect uit de familie Proscopiidae. De wetenschappelijke naam van deze soort is voor het eerst geldig gepubliceerd in 1880 door Hermann Burmeister.